# Площа Вольниця (Краків)
Площа Вольниця (пол. Plac Wolnica) - площа в Кракові в Казімєжі, обмежена вулицями Краківська (пол. Krakowską) та Св.Вавжиньця (пол. św. Wawrzyńca).

## Історія
Ця площа є частиною оригінальної ринкової площі міста Казімєж, створеної в 1335 році під час інкорпорації (локації) міста. Колись вона була такою ж великою, як Краківська ринкова площа, і мала подібні функції – тут відбувалася торгівля, а також була ратуша, де знаходилися вищі адміністративні та судові органи влади міста Казімєж.
Тут же розміщувалися й інші громадські споруди: торгові кіоски, ваги та стригальня сукна. Сучасна назва Plac Wolnica походить від латинського Forum liberum (закон про вільну торгівлю м'ясом поза кіосками)  і існує в такому вигляді з кінця XVIII століття, коли Казімєж отримав привілей вільної торгівлі.

## Пам'ятники і сьогодення
З XVIII століття тут збереглася лише ратуша, де з кінця Другої світової війни розміщувався Етнографічний музей та його колекція народного мистецтва.
Ринкова площа колишнього Казімєжа завжди була оточена міщанськими будинками, побудованими на ділянках, виділених під час локації міста. Сучасні кам'яниці походять з XIX століття, зазвичай на першому поверсі знаходяться магазини, галереї, ресторани та готелі.
У 1996 році в стіну будівлі Музею вмуровано меморіальну дошку «Прибуття євреїв до Польщі в середні віки», виконану в 1907 році Генриком Гершелем Гохманом. Стару дошку знищили німці під час Другої світової війни. Нинішня був знайдена у Національному музеї у Варшаві. На попередній меморіальній дошці, створеній на початку ХХ століття єврейською громадою Кракова, було зображено «Прийняття євреїв у Польщі Казимиром Великим».
Крім того, на площі Вольниці під номером 11 встановлено пам'ятну дошку, яка повідомляє, що на цьому місці у 1868 році були виявлені залишки університетських будівель, які король Казимир Великий почав будувати, але так і не були завершені.
Також тут є фонтан – скульптура «Три музики», роботи Броніслава Хромого 1970 року.
Те, як Plac Wolnica виглядає сьогодні, в основному завдяки прибиранню, проведеному тут у 30-х і 40-x роках ХХ століття в Казімєжі, коли зникли торгові лавки.

## Галерея

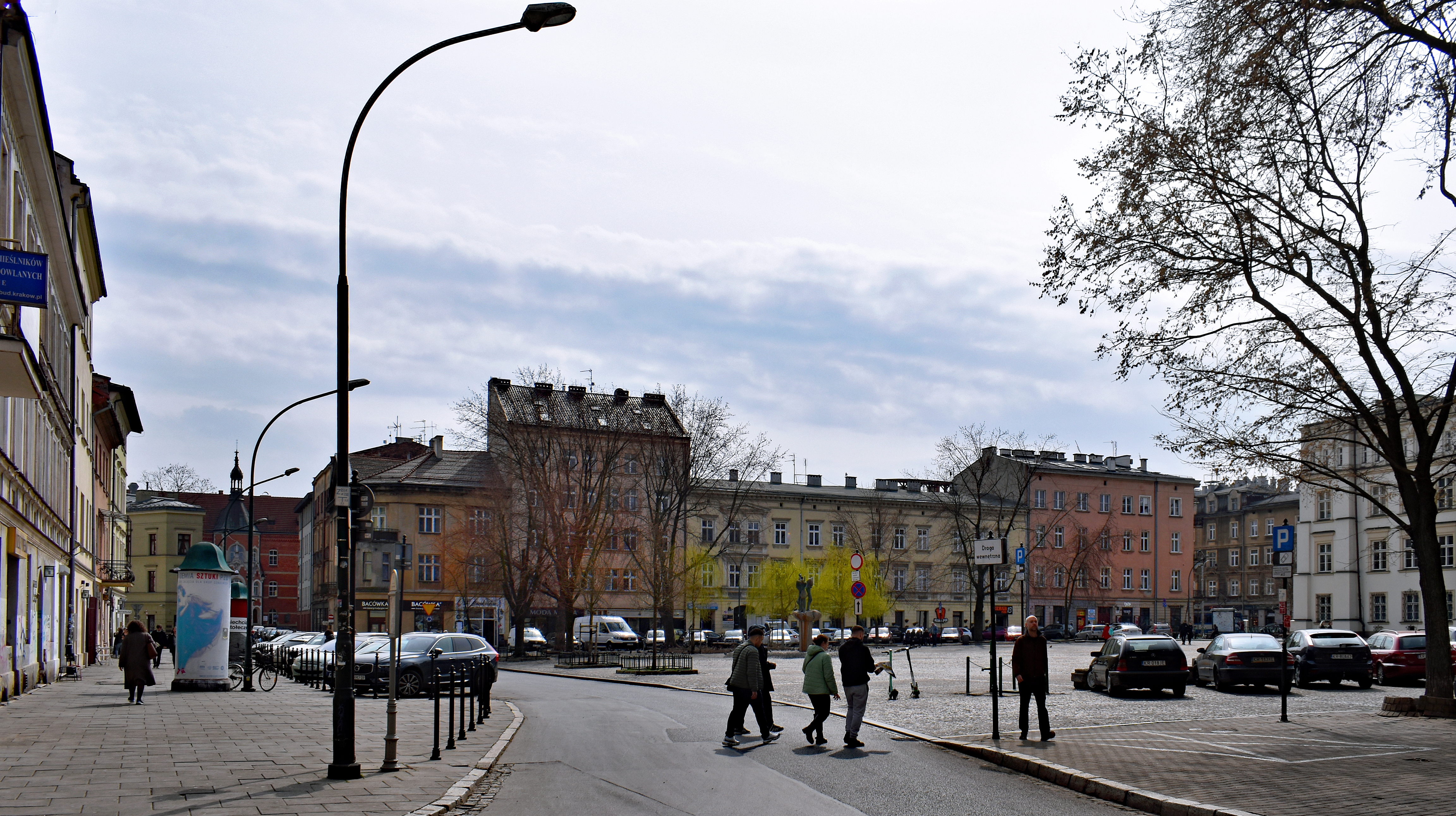
Вид з півночі з вул. Св.Вавжинця.
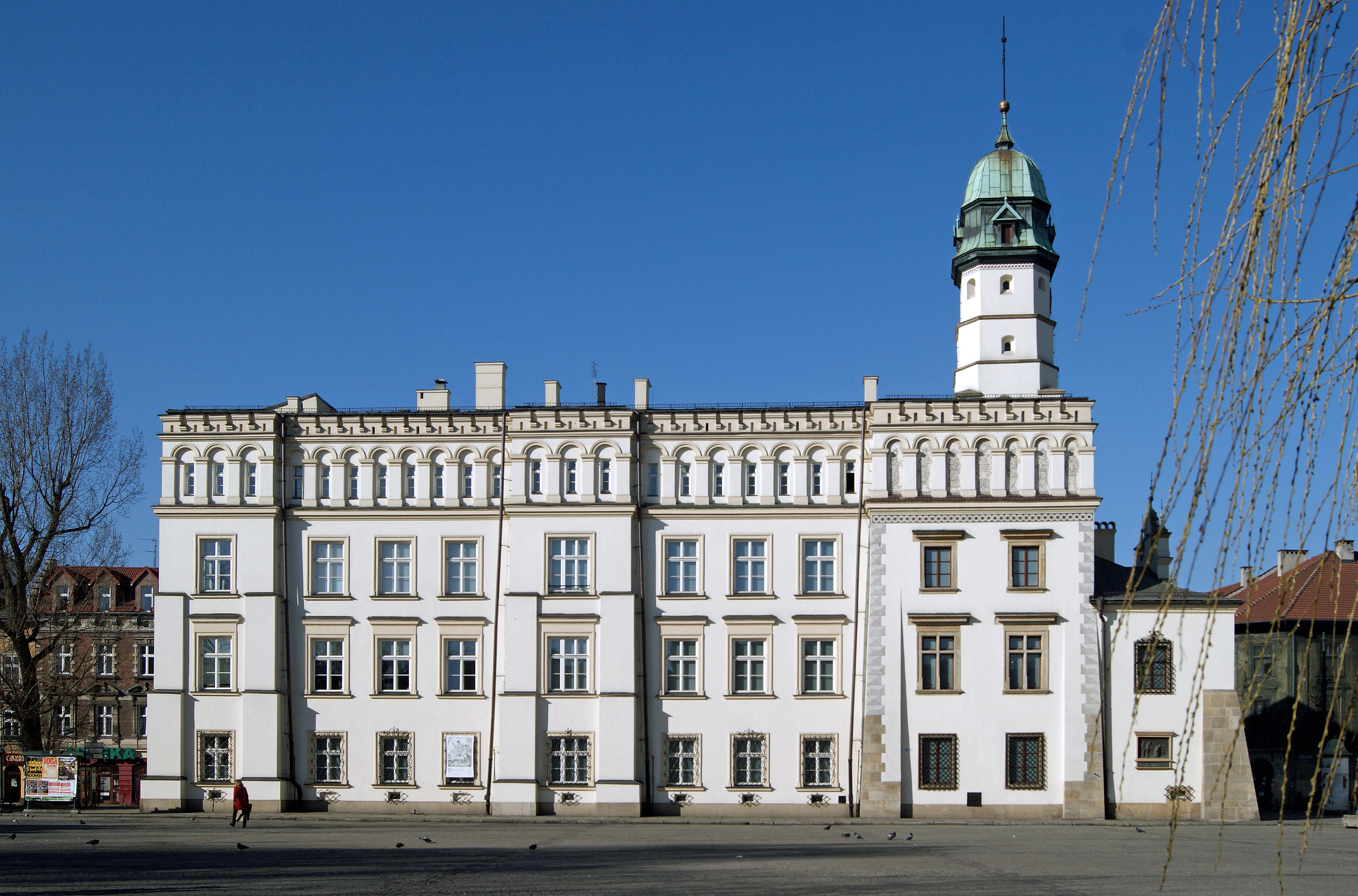
пл. Вольниця 1 Бувша ратуша міста Казімєж.
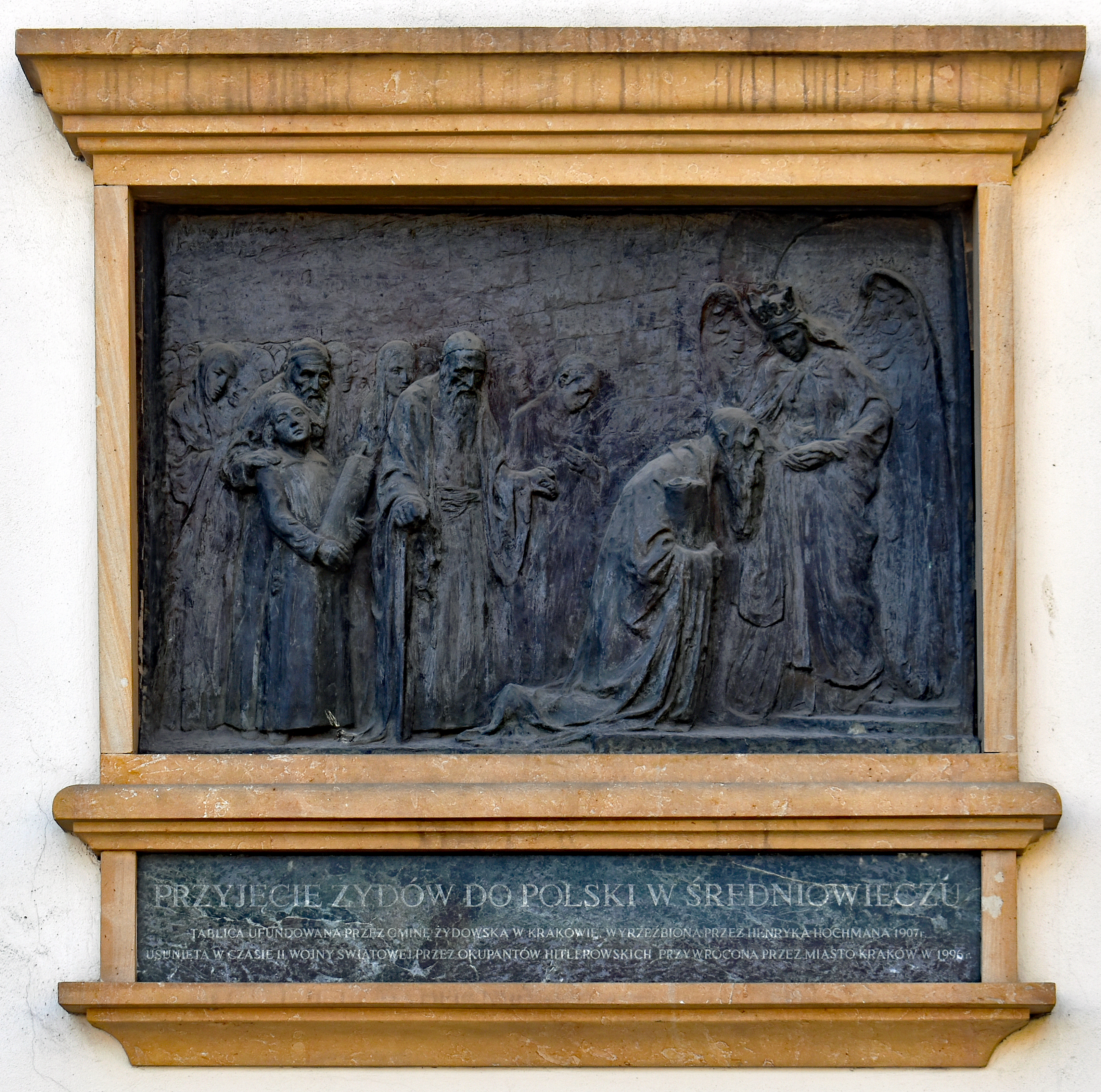
Прихід Євреїв до Польщі в Середньовіччі, Пам'ятна дошка на ратуші.
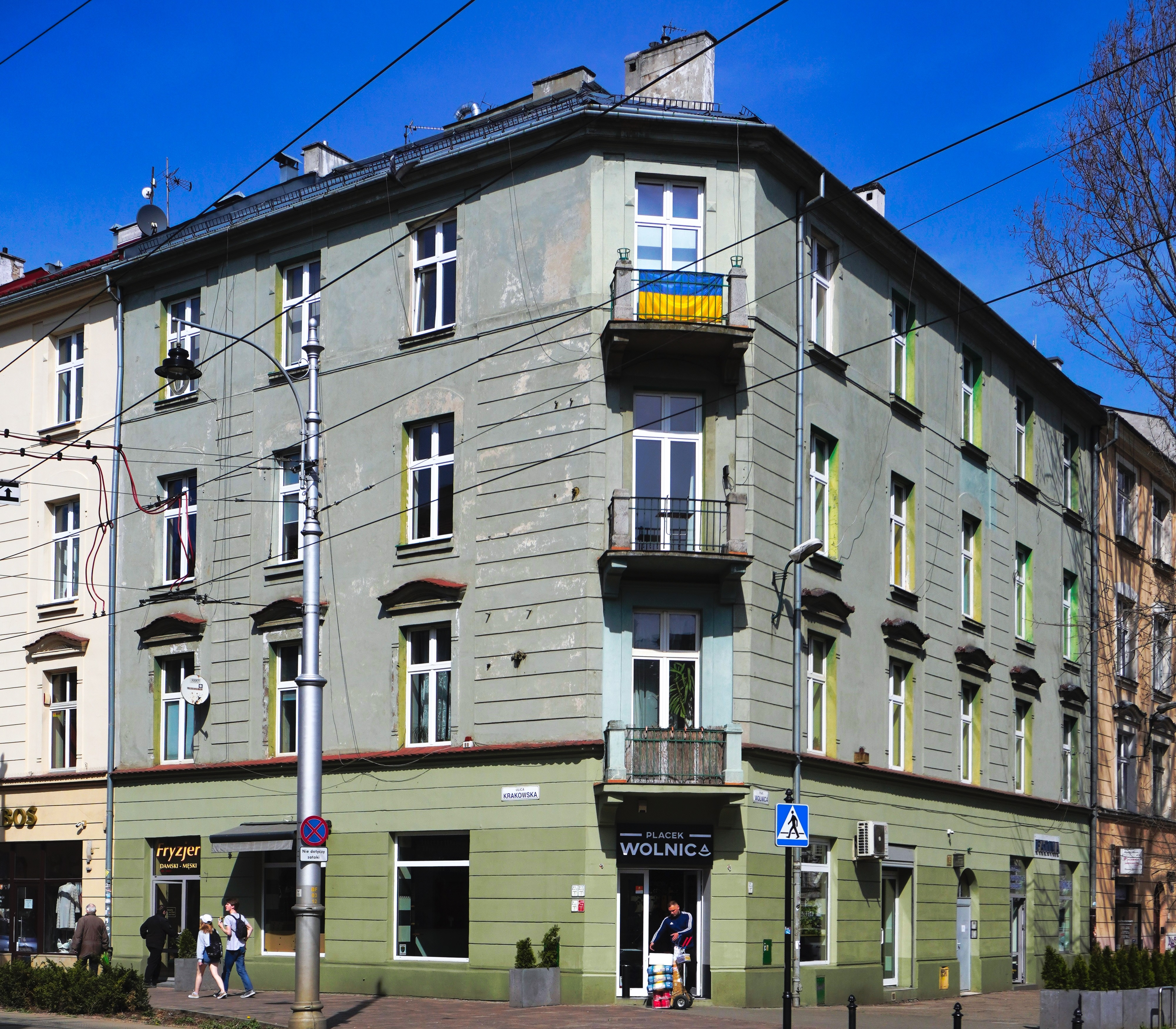
пл. Вольниця 2 Кам'яниця (проєкт Jozue Oberleder, 1912).
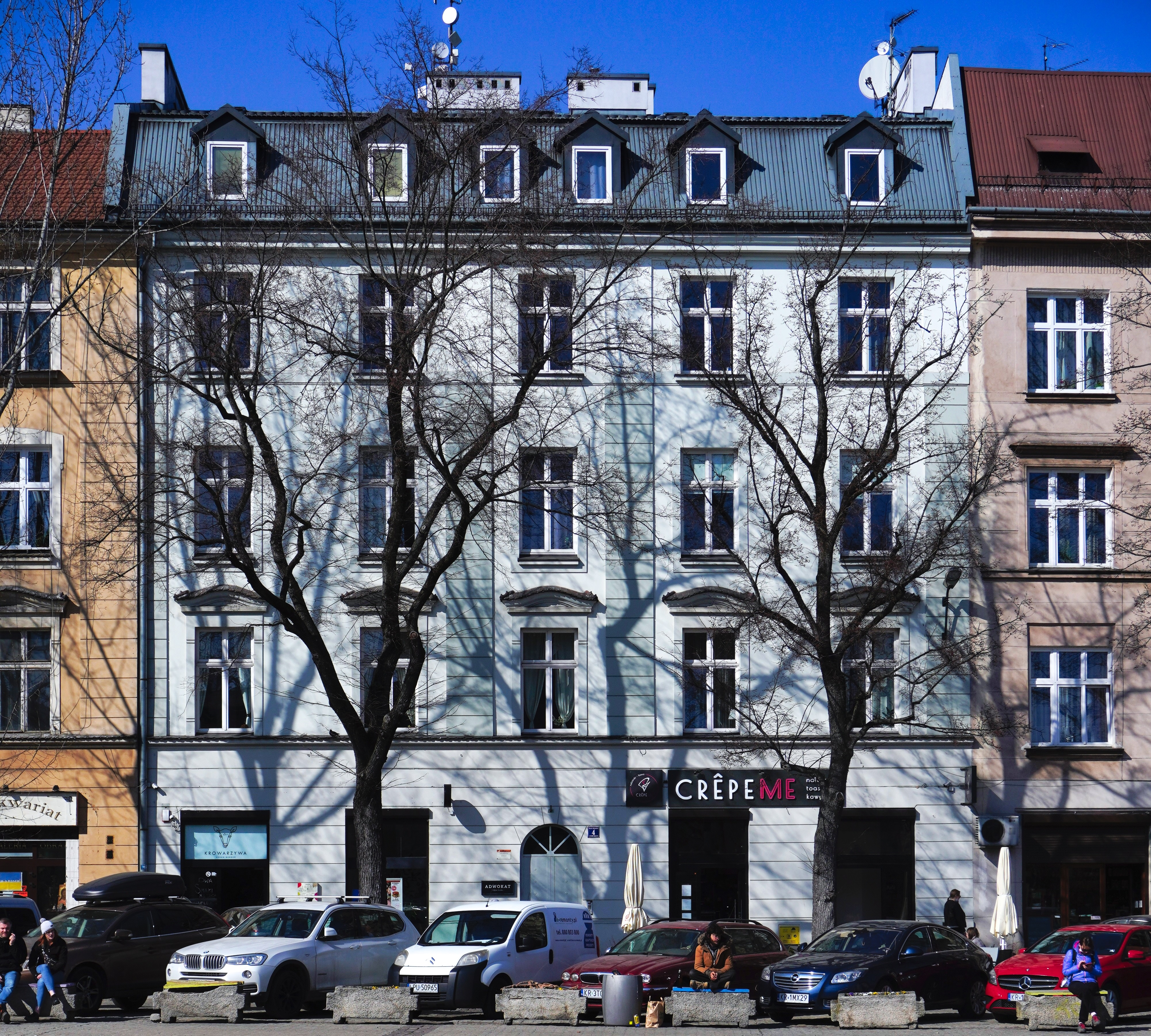
пл. Вольниця 4 Кам'яниця (проєкт Jozue Oberleder).
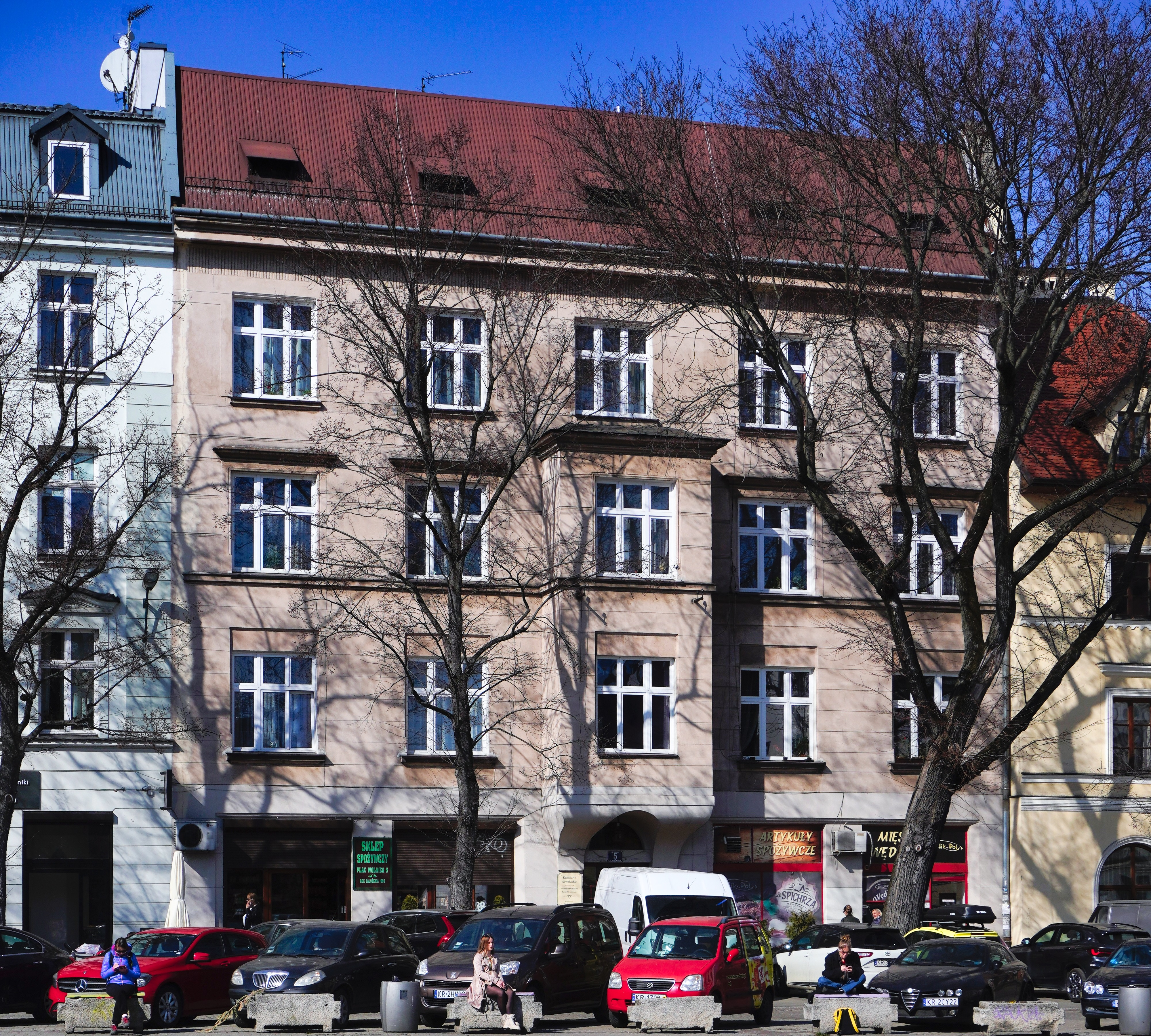
пл. Вольниця 5 Кам'яниця (проєкт Władysław Kleinberger, 1912).
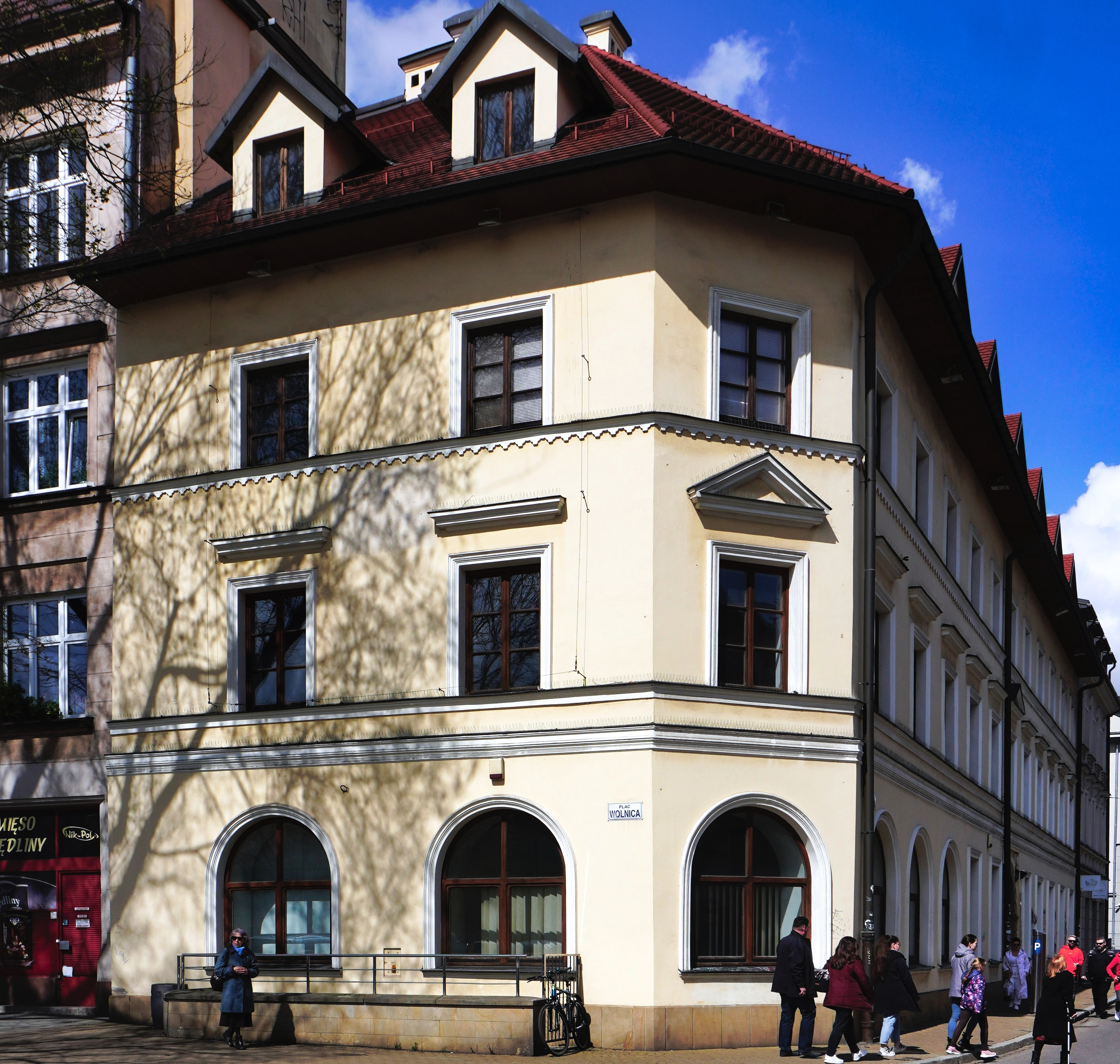
пл. Вольниця 6 (вул. Божого Тіла 31) Кам'яниця.
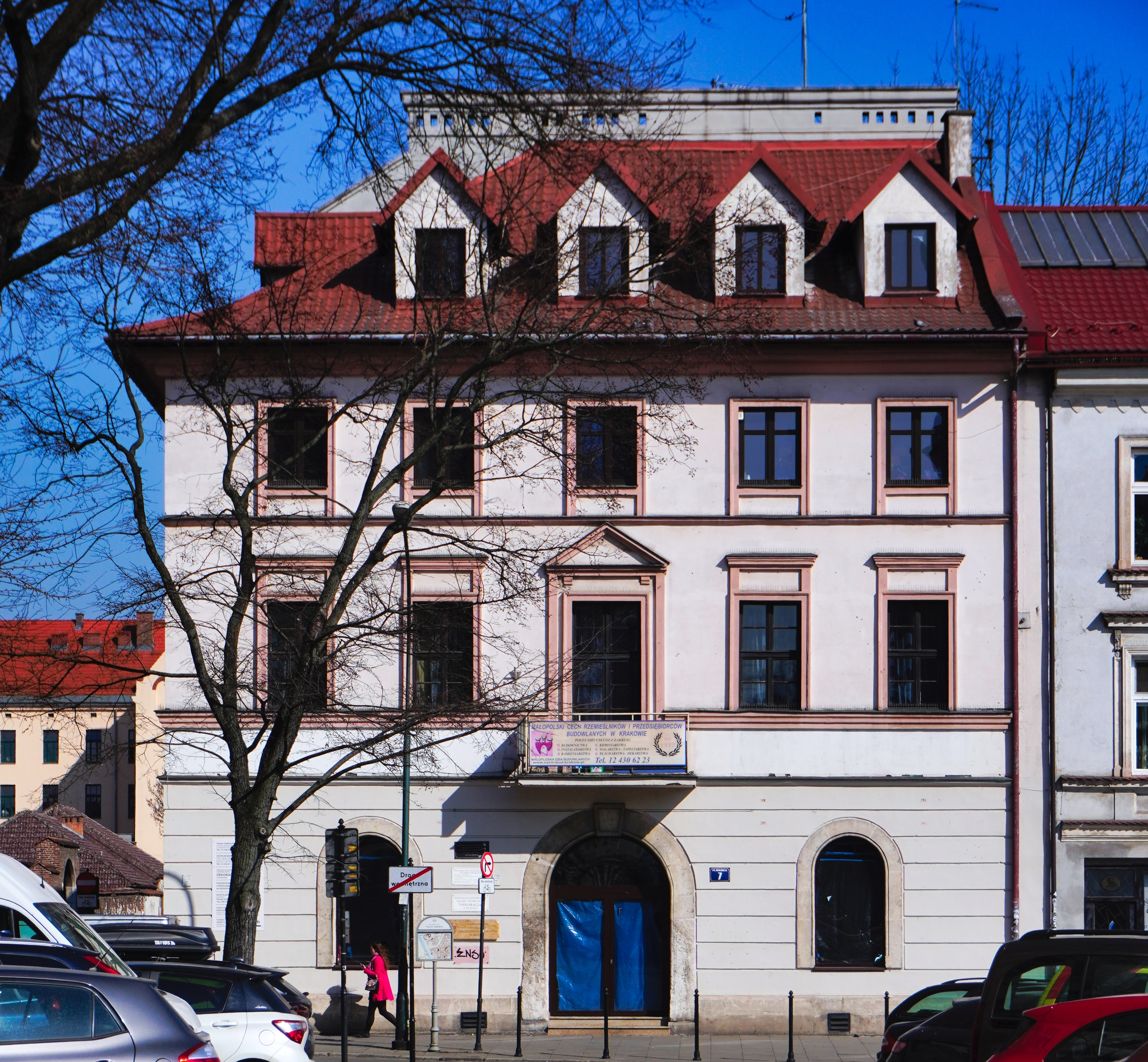
пл. Вольниця 7 Кам'яниця.
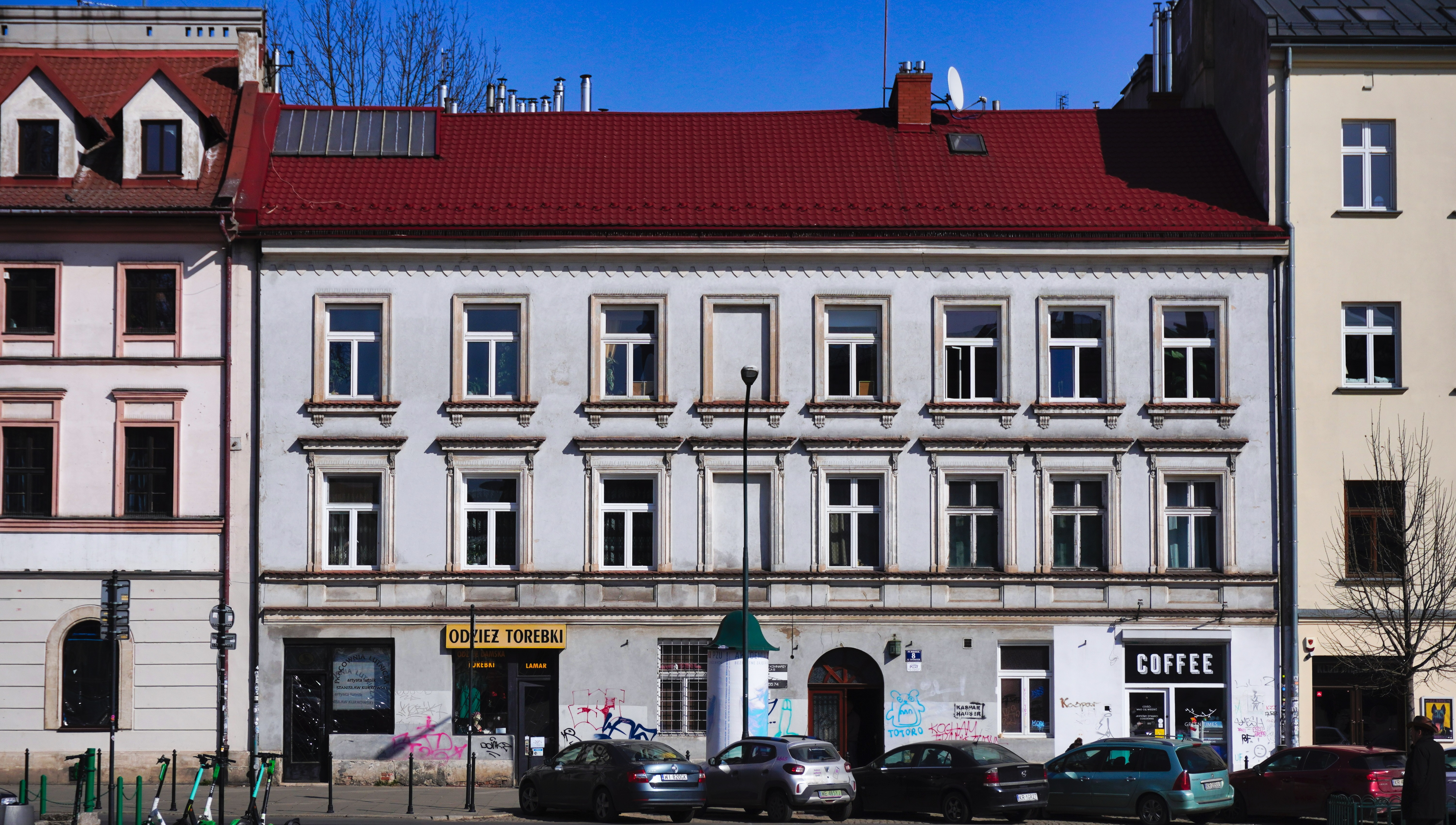
пл. Вольниця 8 Кам'яниця.
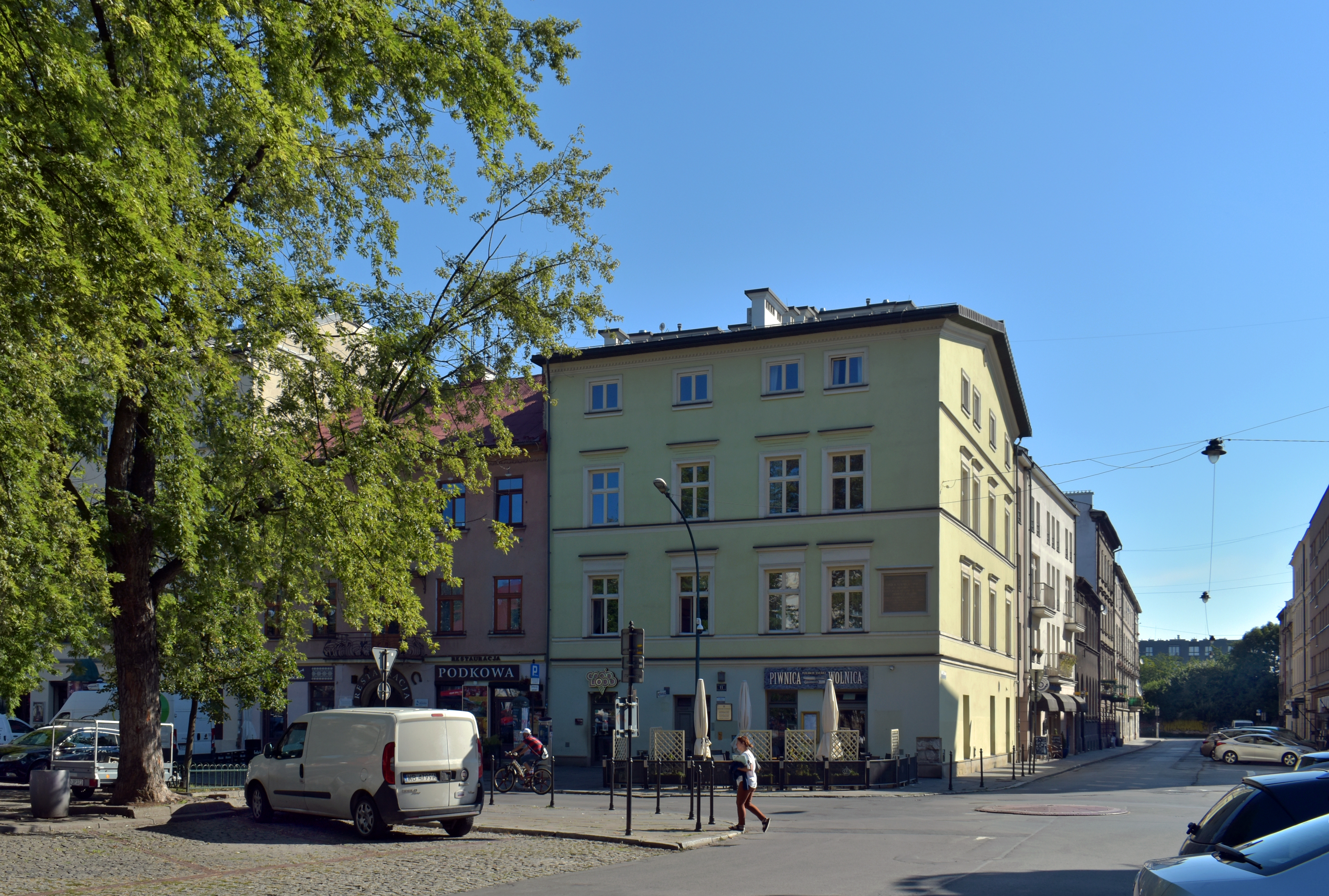
пл. Вольниця 11 (вул. Бохеньська 2) Кам'яниця де було відкрито у 1868 році, фундаменти першого будинку Ягелонського Університету.
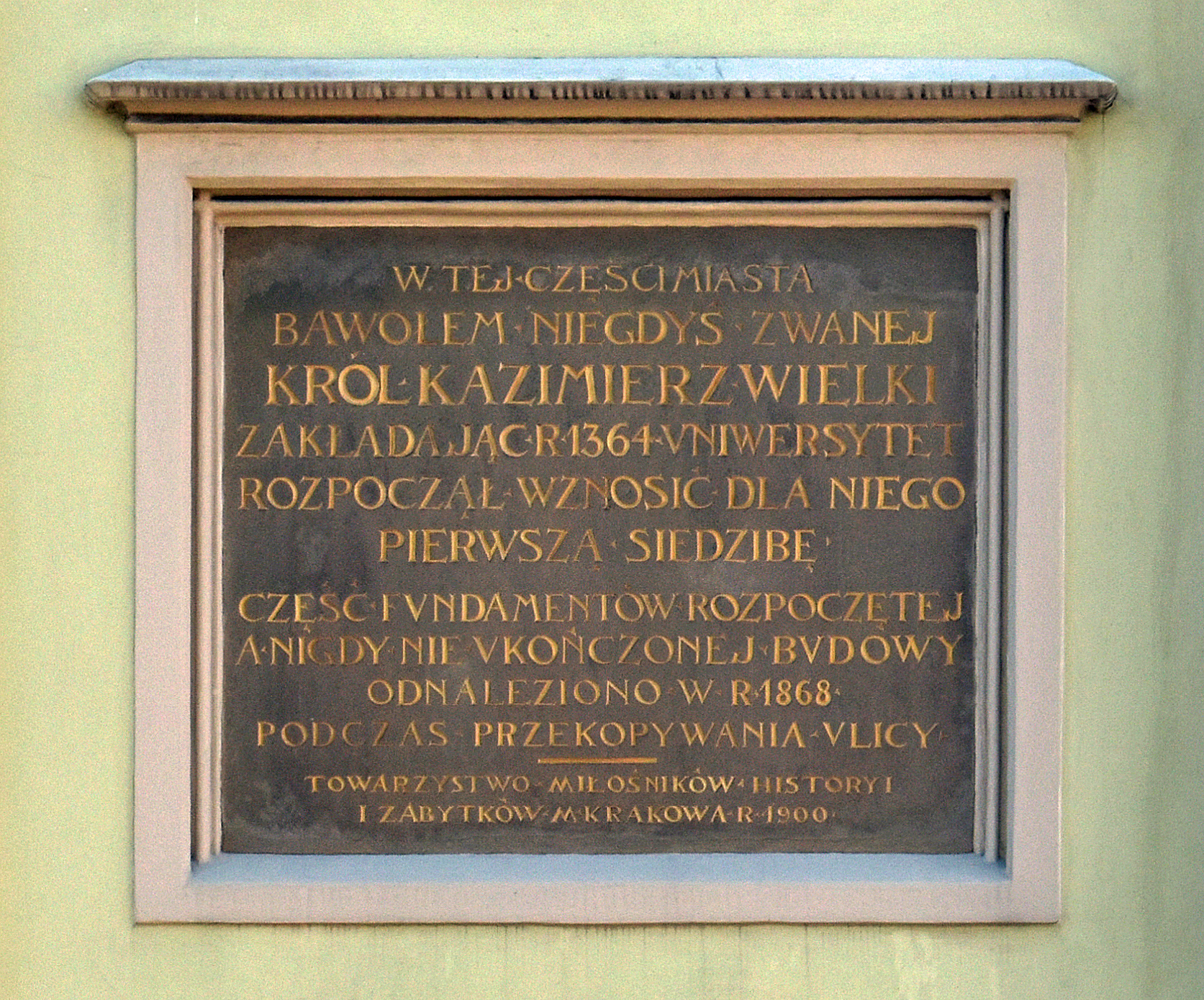
пл. Вольниця 11 Пам'ятна дошка.
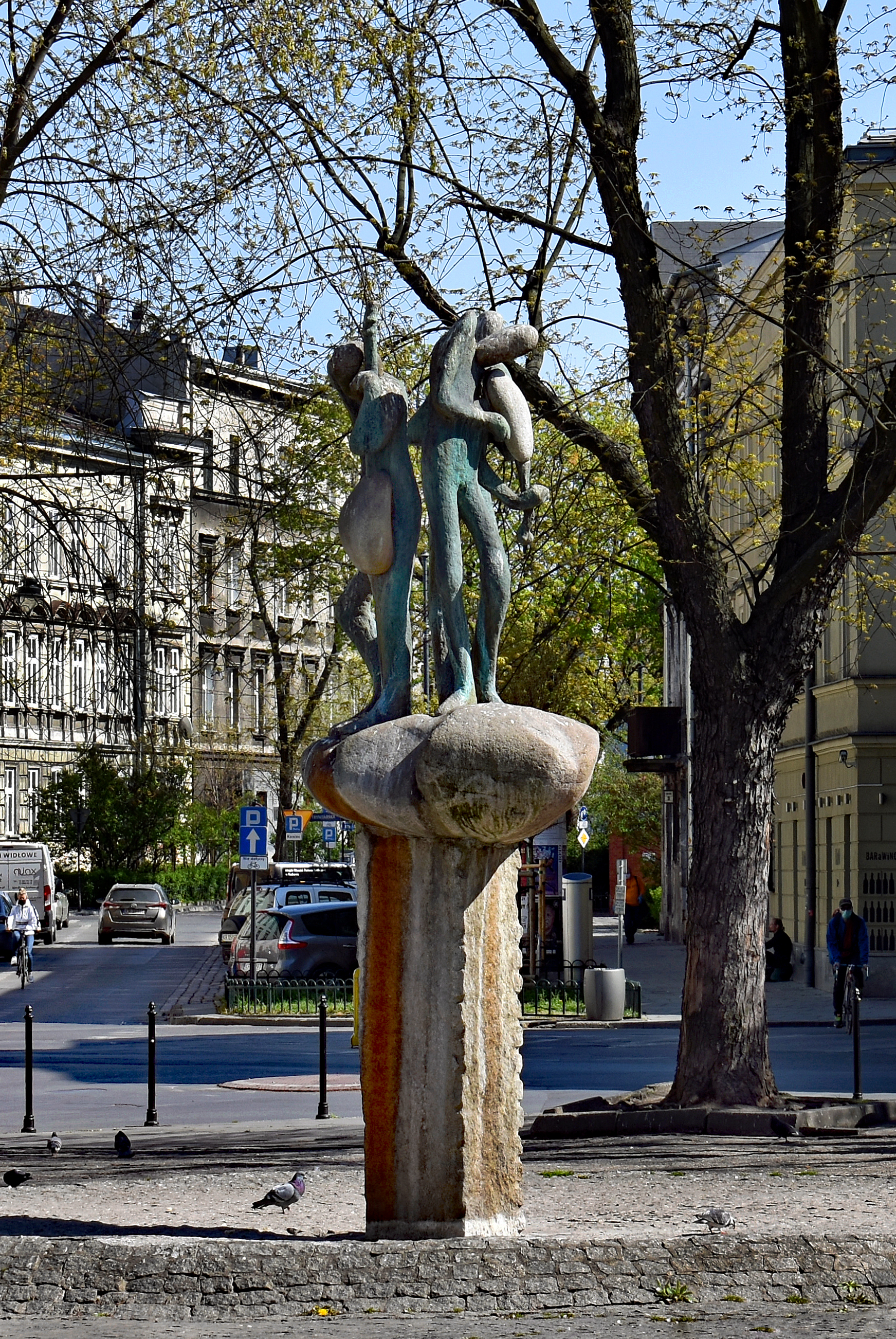
Три музики Скульптура фонтана, проєкт Броніслава Хромого.